# Jankowskia taiwanensis
Jankowskia taiwanensis là một loài bướm đêm trong họ Geometridae.